# توسل بالاستهزاء

التوسل بالاستهزاء (أو التوسل بالتهكم أو ضحكة الحصان) هي مغالطة غير رسمية والتي تتمثل في اعتبار حجة المنافس سخيفة أو تافهة أو مضحكة، وبالتالي غير جديرة بالاعتبار الجديّ.
نجد مغالطة التوسل بالاستهزاء غالبا في صورة مقارنة موقف ملون أو حجة بخصوص حدث مضحك أو في مواقف أخرى غير مرتبطة بناء على التوقيت الكوميدي أو اللعب باللغة أو جعل المنافس وحجته موضع سخرية. مغالطة التوسل بالاستهزاء هي تكتيك بلاغي تهدف إلى السخرية من حجة المنافس أو حيثيته في محاولة لإثارة تفاعل شعوري (جعل الأمر أحد صور التوسل بالعاطفة) في نفوس الجمهور ولتوضيح أي جوانب معاكسة للبديهة في هذه الحجة، لجعلها تظهر في صورة سخيفة ومناقضة للبدية. تتم المغالطة أساسيا من خلال الاستهزاء من أسس الحجة التي تمثلها بصورة متشددة ومبالِغة في التبسيط وايضا يمر بعض الناس في هاذ الشيء السلبي.